# ルパン三世 コロンブスの遺産は朱に染まる
『ルパン三世 コロンブスの遺産は朱に染まる』（ルパンさんせい　コロンブスのいさんはあけにそまる）は、2004年11月28日にバンプレストから発売されたアニメ『ルパン三世』を題材にしたPlayStation 2用ゲーム。CEROレーティングはB相当である。

## ストーリー
サンフランシスコ。一千万ドルで落札されると予測された「コロンブスの航海日誌」が飛行船「キング・ジョンソン号」の「サンタ・マリア・チャリティーオークション」に出品される。「ゲーブルタワー」及び「コントロールセンター」の優秀な警備システムを同時に破らなければ入手出来ない｡

## ゲームシステム
ストーリーや雰囲気は近年のTVスペシャルにより近いものとなっている。
服を奪い変装が可能。アイテムを掏り取る事も出来る。
ストーリーの途中で次元か五ェ門を選択し、ミニゲームが発生する。全部で6種類。
今回は不二子も操作でき、魅了で男性職員から情報を聞き出す事も可能。ルパンと違い、警備員に銃を突きつけられるだけでゲームオーバーとなってしまう（終盤の銃撃戦を除く）。
機動隊の見張っているエリアでは専用のゲージが出現し、発見される度に上昇し、満タンになると銭形が出現する。普通にプレイしていれば一つのエリアでそう何度も見つかる事も無く、その次のエリアでは強制的に銭形が出現するのであまり意味が無いシステムとなっている。
マルチエンディングとなっており、アイテムを入手したか否かで三種類に分岐する。タイトルの「コロンブスの遺産は朱に染まる」の意味は真のエンディングを迎えてようやく解るようになっている。
ジオ・マクリード警部は、『ルパン三世 (TV第2シリーズ)』第94話「ルパン対スーパーマン」からの再登場である。

## 登場人物
ルパン三世
声 - 栗田貫一
アルセーヌ・ルパンの孫。コロンブスの航海日誌を奪う為、銀行強盗を装い（ただし、強盗自体は徹底してやった）わざと捕まり、ゴマーに情報を聞き、途中で再会した不二子と手を組むことになる。本作ではピッキング行為で他人の別荘を一時的にアジトにしている。
次元大介
声 - 小林清志
ルパンの相棒。本作では4インチモデルのS&W M27を使用。当初は不二子絡みと知り、五ェ門共々抜けようとするもコロンブスの航海日誌がミサイル事件と関係があることを知り、力を貸す。
石川五ェ門　
声 - 井上真樹夫
石川五右衛門の末裔。ルパンの脱走時に飛行機の運転をし、斬鉄剣でルパンのピンチを何度も救う。本作では心眼を使うことで敵を動きを遅くすることができる。
峰不二子
声 - 増山江威子
ルパン一味の紅一点の美女。本作ではニュースキャスターをしており、武器はワルサーPPKを使用。オープニングでは銭形にルパンが脱走したことを伝えた。途中でコントロールセンターに忍び込んだルパンに再会し、手を組むことになる。バッドエンドを除いてルパン達を裏切ることはしない。
銭形幸一
声 - 納谷悟朗
ルパン逮捕に燃える銭形平次の子孫。「魔術王の遺産」に引き続き、警官系最強の敵として物語前半に登場。無条件で銭形が登場する場所もあるが、銭形ゲージがある時に警官系の敵に見つかるとゲージが増え、MAXになっても登場する。
変装しても即座に見破られ、身を隠してもルパンが隠れた所から離れず、打撃武器しか効かずヒットポイントも大量にある。さらにルパンが隠れられる場所から出てくることがある神出鬼没な一面を見せる。
たとえ倒しても、入手出来る「銭形の服」は変装効果はあまり無い。
後半ではジョンソンの計画を知り、不二子共々捕まるも自力で脱出し、事情を知り、重傷を負ったナディアをルパンに託された。

### オリジナルキャラクター
ジオ・マクリード警部
声 - 水野龍司
ルパンを敵視しており、ゴマーに会う為にわざと捕まったとは知らず、麻酔銃を使用した。その後、ルパンに出し抜かれたり、部下達に見捨てられるなど散々でこれといった活躍はすることはなかった。本作では馬には乗らない。
ゴマー
声 - 黒田崇矢
大量破壊兵器の撲滅を目的としたテロ集団「サビオラの戦士」の元リーダー。昔ゲーブルタワーに侵入したが連邦刑務所に収監され、ルパンはコントロールセンターとゲーブルタワーの情報を入手する為連邦刑務所に潜入する。ノーマルエンドとトゥルーエンドでは特赦として釈放された。
ドリー・ジョンソン
声 - 北川米彦
ジョンソン財閥の総帥で、サンタ・マリア・チャリティオークションの発起人の一人。表向きは穏和な人物だがその本性は死の商人でもあり、二人のサイボーグ（大柄の男と痩身の男。サイボーグと表現こそされるが言葉を発さず頭の形が人間のそれではなく、ロボットと言う方が正しい）を護衛にしている。そのことからゴマーからジョンソンハウスを「偽善の館」と称された。
ゲーブル社長
声 - 郷里大輔
世界的警備保障会社のオーナーで、サンタ・マリア・チャリティオークションの発起人の一人。警備保障会社の実態は民間軍事会社で、ジョンソンに出資してもらい地中を進むミサイル「セイント」を自社で研究開発し、それで自社の顧客を増やそうとしている。
ナディア・ジョンソン
声 - 桑島法子
ジョンソンの娘で、孤児院も含まれた総合福祉施設「ジョンソンハウス」のオーナー。「サビオラの戦士」に加わりゴマーと両想いだったが、ジョンソンの策略で「サビオラの戦士」をジョンソンハウスの子供達を守る為、裏切った。道徳観念の発達した人物でその事に罪悪感を抱いている。
黒服の男
声 - 谷昌樹
「サビオラの戦士」の一人。正確には「黒服」ではなく「黒いバラクラヴァ」の男。ナディアを仲間と殺そうとするが、ルパンにことごとく返り討ちにされる。

## スタッフ
- シナリオ監修：柏原寛司
- 音楽：大野雄二
- 音響監督：加藤敏
- 音楽監修：鈴木清司